# Mohamed Benyachou
Mohamed Benyachou (ur. 15 listopada 1977 w Nîmes) – mauretański piłkarz występujący na pozycji pomocnika.

## Kariera klubowa
Benyachou urodził się we Francji w rodzinie pochodzenia mauretańskiego. Karierę rozpoczynał w 1997 roku w zespole Nîmes Olympique z Division 2. W 2002 roku spadł z nim do Championnat National. Na początku 2003 roku odszedł do FC Bagnols-Pont z szóstej ligi. W 2003 roku trafił do FC Sète z Championnat National. W 2005 roku awansował z nim do Ligue 2. W Sète spędził jeszcze rok. W sezonie 2006/2007 grał w amatorskim FU Narbonne. W 2007 roku wrócił do Nîmes Olympique (Championnat National). W 2008 roku odszedł do jego rezerw, ale w 2010 roku wrócił do pierwszej drużyny, grającej w Ligue 2. W 2011 roku spadł z zespołem do Championnat National.

## Kariera reprezentacyjna
W reprezentacji Mauretanii Benyachou zadebiutował w 2003 roku.